# Love Tracks
Love Tracks (с англ. — «Треки любви») — шестой студийный альбом американской певицы Глории Гейнор, выпущенный в 1978 году на лейбле Polydor Records.

## Об альбоме
В альбоме содержится главный хит в карьере певицы — песня «I Will Survive». Лейбл изначально выпустил её как бисайд сингла «Substitute», однако поняв, что вторая сторона куда популярней, перевыпустил знаменитую песню уже на первой стороне в удлинённой версии. Также в качестве синглов были выпущены песни «Anybody Wanna Party» и «I Said Yes», обе достигли первого места в танцевальном чарте.
Сам альбом занял 4-е место в чарте Billboard Top LPs & Tape.
в Советском Союзе пластинка впервые была выпущена в 1980 году и издавалась под названием «Пути любви».

## Список композиций
Слова и музыка всех песен — Дино Фекарис и Фредди Перрен, кроме «Please, Be There» авторами которой стали Фекарис и Дэвид ван де Пити, «Goin’ Out of My Head», написанной Тедди Рандаццо и Бобби Вайнштейном, а также «Substitute», которую написал Вилли Гарри Уилсон..
| №  | Название               | Автор(ы)                        | Длительность |
| -- | ---------------------- | ------------------------------- | ------------ |
| 1. | «Stoplight»            |                                 | 3:38         |
| 2. | «Anybody Wanna Party?» |                                 | 5:14         |
| 3. | «Please, Be There»     | Дино Фекарис, Дэвид Ван ДеПитт  | 4:30         |
| 4. | «Goin’ Out of My Head» | Тедди Рандаццо, Бобби Вайнштейн | 5:33         |
| 5. | «I Will Survive»       |                                 | 4:56         |
| 6. | «You Can Exit»         |                                 | 5:16         |
| 7. | «I Said Yes»           |                                 | 3:59         |
| 8. | «Substitute»           | Вилли Эйч Уилсон                | 3:15         |

| №   | Название                                                 | Длительность |
| --- | -------------------------------------------------------- | ------------ |
| 9.  | «I Will Survive» (12" Disco Version)                     | 8:02         |
| 10. | «Anybody Wanna Party?» (12" Disco Version)               | 7:41         |
| 11. | «Substitute» (12" Disco Version)                         | 8:29         |
| 12. | «Yo Viviré» (I Will Survive - Spanish 12" Disco Version) | 7:53         |
| 13. | «I Will Survive» (A Tom Moulton Mix)                     | 10:32        |

## Позиции в хит-парадах
| Хит-парад (1979)                       | Высшая позиция |
| -------------------------------------- | -------------- |
| Австралия (Kent Music Report)          | 15             |
| Нидерланды (Album Top 100)             | 34             |
| Швеция (Sverigetopplistan)             | 10             |
| Норвегия (VG-lista)                    | 14             |
| Германия (Offizielle Top 100)          | 34             |
| Великобритания (UK Albums Chart)       | 31             |
| США (Billboard 200)                    | 4              |
| США (Billboard Top R&B/Hip-Hop Albums) | 4              |

## Сертификации и продажи
| Регион | Сертификация | Продажи    |
| --- | ------------ | ---------- |
| США (RIAA) | Платиновый   | 1 000 000^ |
| * Данные о продажах приведены только на основе сертификации. ^ Данные о тиражах приведены только на основе сертификации. |              |            |